# 黄瑞雪
黄瑞雪（1972年2月—），男，汉族，江西新余人，硕士研究生学历，中华人民共和国政治人物。1992年6月加入中国共产党，现任四川省人民政府党组成员、副省长，省公安厅党委书记、厅长、督查长，中共四川省委政法委副书记(兼)。

## 生平
1993年7月，黄瑞雪参加工作，先后任青海省公安厅副厅长、公安部办公厅副主任、公安部刑侦局政委等职，2020年8月任公安部办公厅党委书记、主任。
2022年6月，出任甘肃省公安厅厅长。2023年1月，在甘肃省第十四届人民代表大会第一次会议上，当选为甘肃省人民政府副省长。
2025年7月，调任四川省，任四川省人民政府党组成员、副省长，四川省公安厅党委书记、厅长、督查长。